# PGE Energetyka Kolejowa

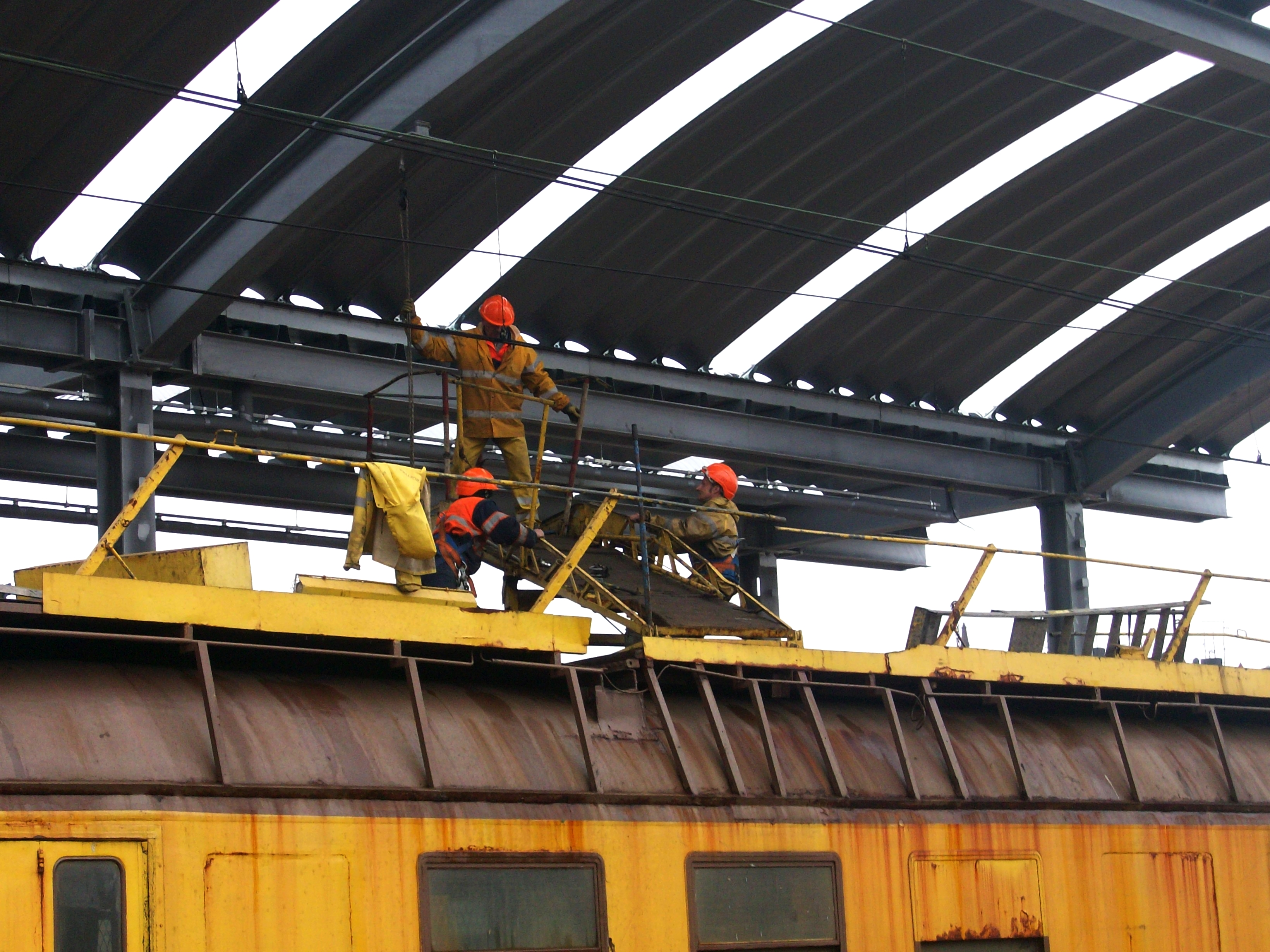
Arbeiter auf einem Turmwagen (Katowice 2012)

Die PGE Energetyka Kolejowa S.A. ist eines der größten Energieunternehmen in Polen mit Sitz in Warschau. PGE Energetyka Kolejowa ist ein Eisenbahninfrastrukturbetreiber.
Das Unternehmen wurde 2001 als PKP Energetyka S.A. gegründet und gehört seit 2023 zur PGE Polska Grupa Energetyczna.
Die ungefähr 4000 Mitarbeiter (davon die Hälfte Elektrotechniker) betreuen die 25.000 Kilometer elektrifizierte Gleise der PKP Polskie Linie Kolejowe und betreiben 20 Tankstellen für Schienenfahrzeuge. Der Vertrag mit PKP Polskie Linie Kolejowe läuft bis 2027.